# تاتا هيتوتسو نو كوي
تاتا هيتوتسو نو كوي (باليابانية: たったひとつの恋) هو مسلسل درامي ياباني، عرض في عام 2006. مكون من 10 حلقات تم بثه في الفترة من 14 أكتوبر 2006 إلى 16 ديسمبر 2006.

## القصة
قصة حب نقية تجمع بين شاب فقير و رث عن ابيه مصنعا صغيرا لإصلاح السفن و فتاة ثرية هي ابنة مالك محل مجوهرات شهير و متعدد الأفرع في اليابان ...الشاب هو هيروتو(كاميناشي كازويا) يعمل ليل نهار للحفاظ على مصنع والده الصغير المثقل بالديون وإعالة والدته و شقيقه الصغير المريض ، و قد انسته حياته البائسة هذه حتى كيف يبتسم و من الجانب الآخر تعيش ناو (أياسي هاروكا) حياة رغيدة حيث تحيا بشقة فاخرة و تدرس بكلية مرموقة خاصة بالفتيات ، هيروتو سيعجب بناو عند مقابلتها للمرة الأولى و شيئا فشيئا سيجمع الحب قلب الاثنان رغم اختلاف طريقة عيش كل منهما ، لكن هذا الحب سيرتطمبالعديد و العديد من المشاكل التي ستكتشفونها بعد مشاهدتكم لهذه الدراما

## الممثلون
- كاميناشي كازويا في دور كانزاكي هيروتو
- هاروكا أياسي في دور تسوكيوكا ناو
- تاناكا كوكي في دور كوسانو كو
- هيراوكا يوتا في دور أوزاوا أيوتا
- تودا غريكا في دور موتوميا يوكو

## أغاني الدراما
- أغنية الشارة : بوكورا نو ماتشي دي (كاتون)
- الموسيقى الخلفية : كول ويسبيرز

## بعد العرض
نسبة المشاهدة
- الحلقة الأولى : 12.8 %
- الحلقة الثانية : 10.4 %
- الحلقة الثالثة : 12.2 %
- الحلقة الرابعة : 13.6 %
- الحلقة الخامسة : 10.5 %
- الحلقة السادسة : 10.3 %
- الحلقة السابعة : 10.6 %
- الحلقة الثامنة : 10.1 %
- الحلقة التاسعة : 13.0 %
- الحلقة العاشرة : 12.6 %
- متوسط نسبة المشاهدة : 11.61 %

## روابط خارجية
- تاتا هيتوتسو نو كوي على موقع IMDb (الإنجليزية)
- تاتا هيتوتسو نو كوي على موقع فيلمافينيتي (الإسبانية)
- تاتا هيتوتسو نو كوي على موقع ليتربوكسد (الإنجليزية)
- تاتا هيتوتسو نو كوي على موقع كينوبويسك (الروسية)
- تاتا هيتوتسو نو كوي على موقع قاعدة بيانات الفيلم (الإنجليزية)